# まひる野 (小説)
『まひる野』（まひるの）は、渡辺淳一の小説。産経新聞朝刊紙上にて1974年～1975年に連載、単行本は1977年に新潮社から初出版、後に文庫化。本項目では、同作を原作としたテレビドラマについても記述する。

## 概要・あらすじ
辻村多紀は、父亡き後に京都・祇園の京扇子屋の老舗「辻村」を一人で、社長として経営していた。本当は、多紀は弟の隆彦に店を継いでもらいたかったが、隆彦は多紀を困らせている放蕩者だった。そんな時、隆彦は東京で学生運動の内ゲバ事件を起こし、対立するセクトの学生にケガを負わせてしまう。その後その学生は亡くなり、隆彦は警察に追われる身となる。そしてその亡くなった学生は、医大教授の柚木洋文の息子だった。多紀は柚木の家へ弔問に訪れるが・・・。多紀と、多紀の弟に息子を殺された柚木との道ならぬ恋が中心として物語が展開する。

## テレビドラマ
フジテレビ系列の『土曜劇場』（毎週土曜21:00 - 21:54）の枠で、1977年9月24日から1978年1月28日まで放送。全18回。

### キャスト
- 辻村多紀：中野良子
- 柚木洋文：平幹二朗
- 辻村隆彦：江藤潤
多紀の弟。
- 辻村品子：金沢碧
神戸に住む、多紀の義妹。
- 辻村森子：鳳八千代
多紀の義母。
- 吉岡源治：高松英郎
「辻村」の専務。
- 桜むつ子
- 磯野洋子
- 井原千寿子
- 桃山みつる
- 黒須薫
- 今西正男
- 青森伸
- 森下京子
- 大山けい子
- 松木峰子
- 木元めぐみ
- 田口徹郎
- 小田修一：渡瀬恒彦
- 武藤高志：津川雅彦
- 柚木涼子：木之内みどり
洋文の娘。第8話で、亡くなった兄が異父兄とわかり、家出する。
- 柚木杏子：野際陽子
洋文の妻。
- 川嶋：芦田伸介（特別出演）
京洛病院の院長。
- 朗読：東山千栄子
- ナレーター：小林恭治

### スタッフ
- 原作：渡辺淳一
- プロデューサー：森開逞次、青村暿一
- 脚本：石松愛弘
- 演出：森開逞次（第1話～11話、13話、14話、17話、18話）、福本義人（第12話、15話、16話）
- 音楽：木下忠司
- 制作主任：関口静夫
- 撮影技術：青木久一、原田伸夫
- カメラ：関吉一
- 照明：高羽昇
- 美術デザイン：橋本潔
- 方言指導：西口紀代子
- 制作協力：生田スタジオ
- 制作：テレパック、フジテレビ

| フジテレビ系 土曜劇場                  | フジテレビ系 土曜劇場              | フジテレビ系 土曜劇場                   |
| 前番組                                 | 番組名                             | 次番組                                  |
| -------------------------------------- | ---------------------------------- | --------------------------------------- |
| さくらさくら （1977.3.19 - 1977.9.17） | まひる野 （1977.9.24 - 1978.1.28） | 魂の試される時 （1978.2.4 - 1978.5.27） |